# Гечерлия
 Тази статия е за днешното струмишко полско село.  За бившето подогражденско село вижте Гечерлия (Огражден).  
Гечерлия или Гечерли, среща се и като Нова Гечерлия (на македонска литературна норма: Гечерлија, Гечерли или Нова Гечерлија), е село в община Босилово, Северна Македония.

## География
Селото е разположено в Струмишкото поле, североизточно от град Струмица.

## История

### Стара Гечерлия
Старото струмишко село Гечерлия се е намирало в подножието на Огражден, на 3 километра северно от днешното едноименно полско село, между Чанаклия и бившето село Хамзали. Исторически е било населено от мюсюлмани. По време на Балканските войни (1912 – 1913) мюсюлманите са били изселени и на тяхно място са се заселили бежанци от Кукушко, които са били разделени на православни и католици униати, като православните били повече.
Селото е било изселено в 1924 година след сблъсъци на четници на ВМРО със сръбски сили в местността. Старите гечерлии се преселили в града или в струмишки села, като Куклиш и Сарай.

### Нова Гечерлия
Нова Гечерлия е основанa през 1935 година с усилия на властите в Кралство Югославия като сръбско колонистко село.
Селото е имало две успоредни улици. Всяка улица е имала по 14 къщи, общо 28, с около 200 жители. Всички къщи са били построени в един и същ, така наречен динарски тип. Жителите са били сърби, произхождащи от околностите на Книн, от Лика и от околностите на Враня. Всяко домакинство е имало от 5 до 10 хектара земя. Селото е имало общ кладенец за питейна вода и гробище. Жителите на селото ходели на църква и училище в съседното село Сарай.
През 30-те и 40-те години на ХХ век в Струмишко е била широко разпространена маларията. Някои от селяните решили да напуснат Струмишко поради маларията, но други са се приспособили.
По време на инвазията на Югославия през април 1941 година от Страните от Оста, всички колонисти в селото се обявили за хървати. Колонистите са изселени по време на войната. В селото се заселват нови жители които продължават да живеят в селото и след войната.
Според преброяването от 2002 година селото има 373 жители, всички македонци.